# 미나미무라 유코
미나미무라 유코(일본어: 南村 侑広, 1917년 4월 17일 ~ 1990년 4월 17일)는 일본의 전 프로 야구 선수이자 야구 지도자, 야구 해설가·평론가이다.
1950년부터 1953년까지 등록명은 미나미무라 후카시(南村 不可止).

## 인물

### 선수 시절
오사카부에서 태어나 와세다 대학 재학 시절 도쿄 6대학 리그 통산 69경기 출전하여 197타수 51안타, 타율 2할 5푼 9리를 기록했고 1938년 춘계 리그와 1939년 춘계 리그전에서 수위 타자를 석권했다. 대학 졸업 후 미쓰이 신탁은행에 입사하여 가나가와현 요코하마시에 소재하고 있는 야구 클럽팀 요코하마킨코 클럽에서 소속 선수로 활약했다.
1950년 니시닛폰 파이레츠에 입단하면서 이듬해 1951년에는 구단 해체에 의해 요미우리 자이언츠에 이적, 요미우리의 이적은 야구계 내부에서 분규를 겪고 있는 와중에 예전 소속팀이었던 니시닛폰(센트럴 리그 소속)이 퍼시픽 리그의 니시테쓰 클리퍼스와 합병한 것을 계기로 요미우리가 “니시닛폰 선수의 보유권은 센트럴 리그에 있다”라고 주장해(당시의 야구 협약은 발효되어 있지 않았기 때문에) 이것을 통해서 그대로 실현된 것이다. 와세다 대학 재학 시절부터 검정색을 칠한 방망이를 사용하여 ‘검은 배트의 미나미무라’(黒バットの南村)라는 애칭으로 인기를 얻었다.
현역 시절 등번호는 1번이었는데 미나미무라 다음으로 등번호 1번을 착용한 선수는 오 사다하루였다. 오 사다하루의 요미우리 입단 발표 당시 미나미무라가 착용했던 등번호 1번이 새겨진 유니폼이 준비되었지만 미나미무라와는 비교적으로 체구가 굵은 오 사다하루로서는 그 유니폼이 자신과는 맞지 않았다는 에피소드도 있었다. 1957년 시즌 끝으로 8년 간의 현역 생활을 은퇴했다.

### 그 후
이후 요미우리의 코치(1964년 ~ 1967년), 니혼 TV의 야구 해설위원 등을 맡았고 1974년에는 미하라 오사무 밑에서 닛폰햄 파이터스의 프런트로서 입단하여 1984년까지 활동했다. 1990년 4월 17일에 향년 73세의 나이로 사망했다.

## 에피소드
- 마작을 아주 좋아해서 날아든 공이 마작패로 보인 적이 있었다고 말한다.[1]

## 상세 정보

### 출신 학교
- 이치오카 중학교(현재의 오사카 부립 이치오카 고등학교)
- 와세다 대학

### 선수 경력
사회인 시대
- 미쓰이 신탁은행
- 요코하마킨코 클럽

프로팀 경력
- 니시닛폰 파이레츠(1950년)
- 요미우리 자이언츠(1951년 ~ 1957년)

### 지도자 경력
- 요미우리 자이언츠 코치(1964년 ~ 1967년)

### 수상·타이틀 경력
- 베스트 나인 : 2회(1952년, 1953년)
- 일본 시리즈 MVP : 1회(1951년)

### 개인 기록
- 올스타전 출장 : 3회(1952년 ~ 1954년)

### 등번호
- 1(1950년 ~ 1957년)
- 75(1964년 ~ 1967년)

### 등록명
- 南村 不可止(1950년 ~ 1953년)
- 南村 侑広(1954년 ~ 1967년)

### 연도별 타격 성적
| 연 도      | 소 속      | 경 기 | 타 석 | 타 수 | 득 점 | 안 타 | 2 루 타 | 3 루 타 | 홈 런 | 루 타 | 타 점 | 도 루 | 도 루 자 | 희 생 번 | 희 생 플 | 볼 넷 | 고 4 | 사 구 | 삼 진 | 병 살 타 | 타 율 | 출 루 율 | 장 타 율 | O P S |
| ---------- | ---------- | ----- | ----- | ----- | ----- | ----- | ------- | ------- | ----- | ----- | ----- | ----- | -------- | -------- | -------- | ----- | ---- | ----- | ----- | -------- | ----- | -------- | -------- | ----- |
| 1950년     | 니시닛폰   | 96    | 404   | 377   | 72    | 113   | 13      | 9       | 11    | 177   | 55    | 34    | 13       | 1        | --       | 25    | --   | 1     | 30    | 10       | .300  | .345     | .469     | .814  |
| 1951년     | 요미우리   | 113   | 456   | 407   | 59    | 115   | 14      | 3       | 5     | 150   | 62    | 23    | 7        | 2        | --       | 45    | --   | 2     | 27    | 3        | .283  | .357     | .369     | .725  |
| 1952년     | 요미우리   | 115   | 487   | 441   | 72    | 139   | 21      | 3       | 8     | 190   | 76    | 18    | 8        | 4        | --       | 40    | --   | 2     | 20    | 7        | .315  | .375     | .431     | .806  |
| 1953년     | 요미우리   | 123   | 507   | 459   | 64    | 127   | 21      | 1       | 5     | 165   | 49    | 19    | 7        | 18       | --       | 27    | --   | 3     | 24    | 8        | .277  | .321     | .359     | .681  |
| 1954년     | 요미우리   | 125   | 520   | 466   | 57    | 133   | 16      | 2       | 7     | 174   | 61    | 18    | 8        | 9        | 7        | 34    | --   | 4     | 32    | 10       | .285  | .339     | .373     | .713  |
| 1955년     | 요미우리   | 105   | 371   | 330   | 34    | 83    | 9       | 2       | 2     | 102   | 30    | 13    | 2        | 11       | 4        | 25    | 0    | 1     | 29    | 12       | .252  | .306     | .309     | .615  |
| 1956년     | 요미우리   | 63    | 112   | 94    | 8     | 22    | 6       | 1       | 0     | 30    | 13    | 2     | 2        | 5        | 0        | 12    | 0    | 1     | 10    | 2        | .234  | .327     | .319     | .646  |
| 1957년     | 요미우리   | 34    | 45    | 42    | 1     | 8     | 1       | 0       | 1     | 12    | 11    | 1     | 0        | 1        | 0        | 1     | 1    | 1     | 5     | 2        | .190  | .227     | .286     | .513  |
| 통산 : 8년 | 통산 : 8년 | 774   | 2902  | 2616  | 367   | 740   | 101     | 21      | 39    | 1000  | 357   | 128   | 47       | 51       | 11       | 209   | 1    | 15    | 177   | 54       | .283  | .339     | .382     | .722  |

## 같이 보기
- 가와카미 데쓰하루 - ‘검은 배트의 미나미무라’에 대해 ‘빨간 배트의 가와카미’라고 불림
- 오시타 히로시 - ‘파란 배트의 오시타’라고 불림